# Pasar
Pasar（パサール）は、東日本高速道路（NEXCO東日本）が高速道路のサービスエリア・パーキングエリアに展開する商業施設である。

ロゴマーク

## 概要
東日本高速道路が、管理する高速道路のサービスエリア・パーキングエリアを、沿線にたまたま存在するから利用するだけの施設ではなく、積極的に利用したくなる施設になる事を目的として、施設の建設・展開をしている。
従来のサービスエリア・パーキングエリアには出店していない、デパ地下や駅ナカにあるようなテナント（飲食店等）が多数入店している。
2008年3月20日 10時に、京葉道路 幕張PA（下り線）に1号店となる「Pasar幕張」がオープンした。今後10年間に、20ヶ所程度オープンする予定である。

## 名称
Pasarという名称は、パーキングエリアの略称「PA」、サービスエリアの略称「SA」、リラクゼーションの頭文字「R」を組み合わせて作った造語である。インドネシア語の「市場」、スペイン語の「立ち寄る」という意味も持つ。

## 店舗
- Pasar幕張 （京葉道路 幕張PA〈千葉県千葉市花見川区〉） - 下り線・2008年3月20日オープン、上り線・2008年7月30日オープン
- Pasar羽生 （東北自動車道 羽生PA〈埼玉県羽生市〉） - 下り線・2009年11月18日オープン[2]
- Pasar三芳 （関越自動車道 三芳PA〈埼玉県入間郡三芳町〉） - 上り線・2010年12月1日オープン[3]
- Pasar守谷 （常磐自動車道 守谷SA〈茨城県守谷市〉） - 上り線・2014年3月19日オープン[4][5]、下り線・2015年7月1日オープン[6][7]
- Pasar蓮田 （東北自動車道 蓮田SA〈埼玉県蓮田市〉） - 上り線・2019年7月29日オープン[8]

## Pasarギャラリー

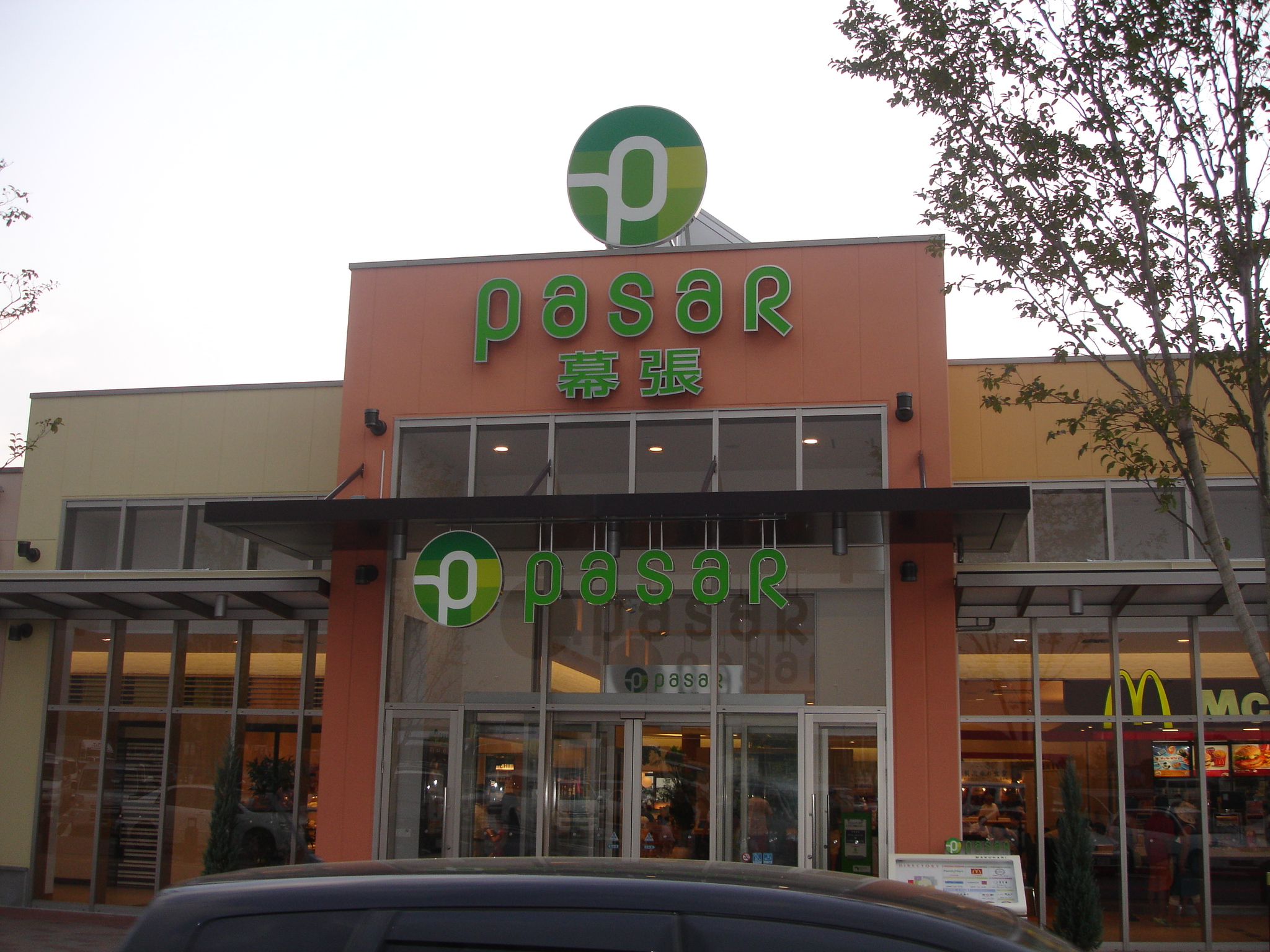
京葉道路 Pasar幕張（上り線）
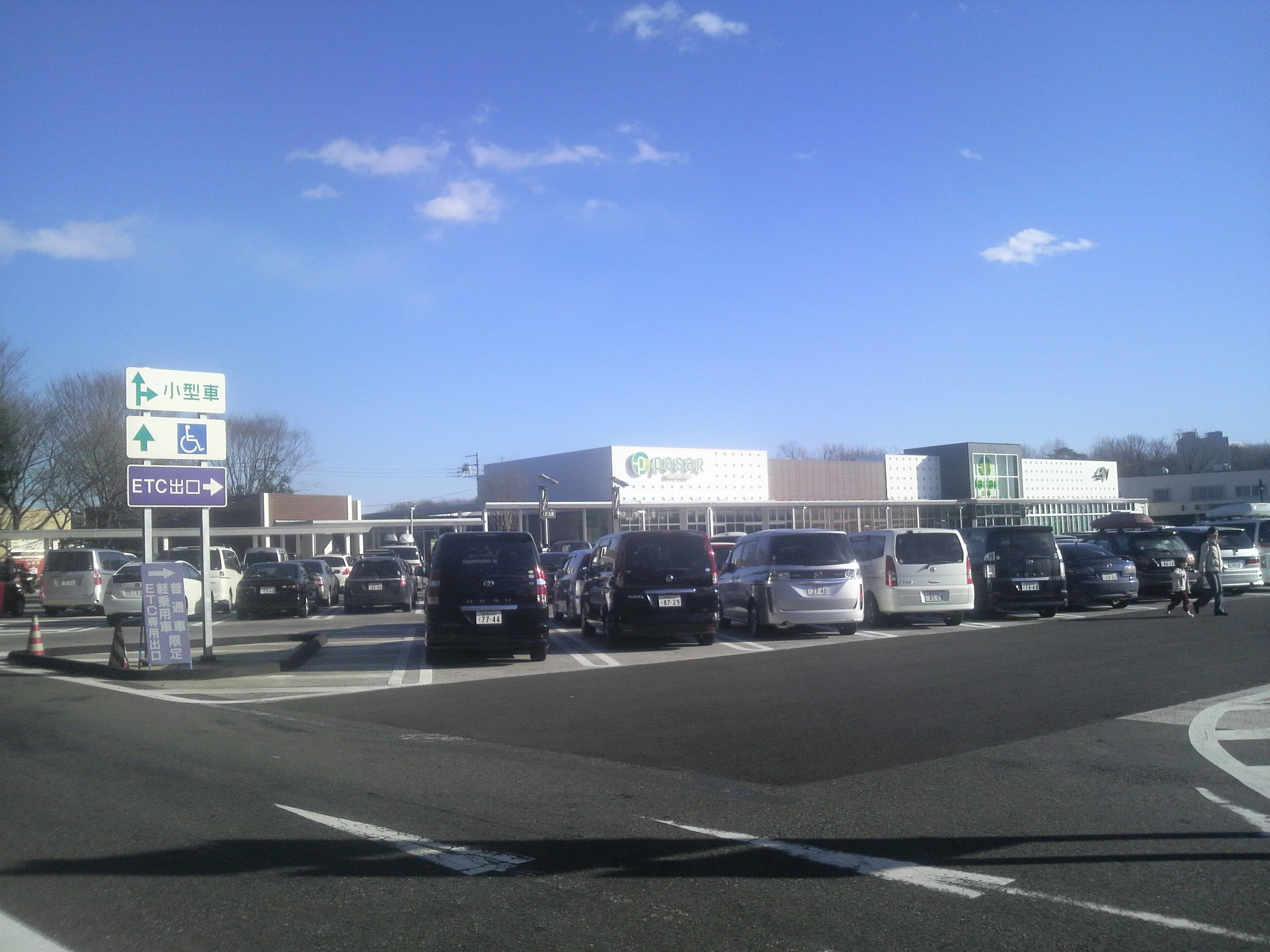
関越自動車道 Pasar三芳（上り線）
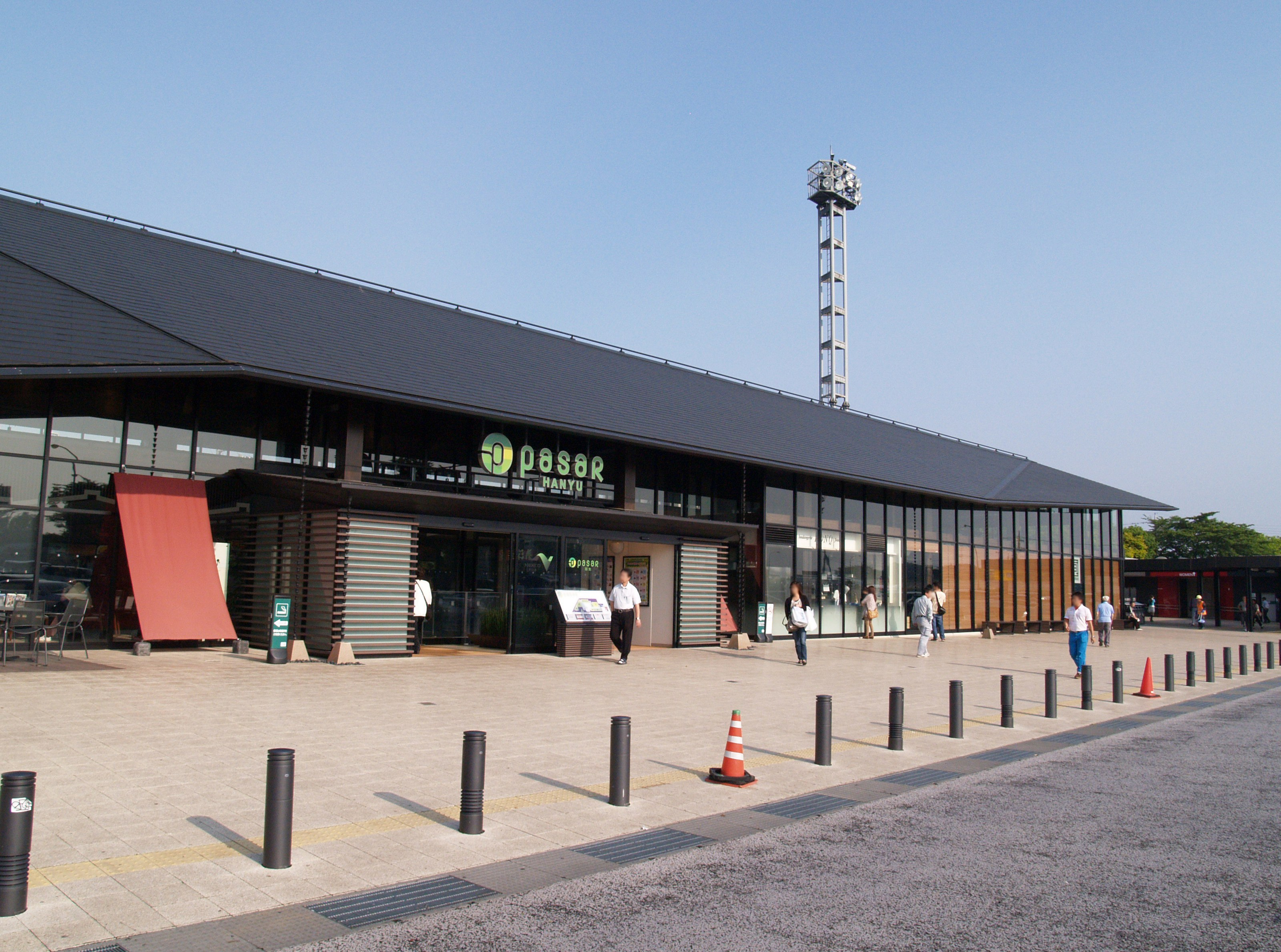
東北自動車道 Pasar羽生（下り線）
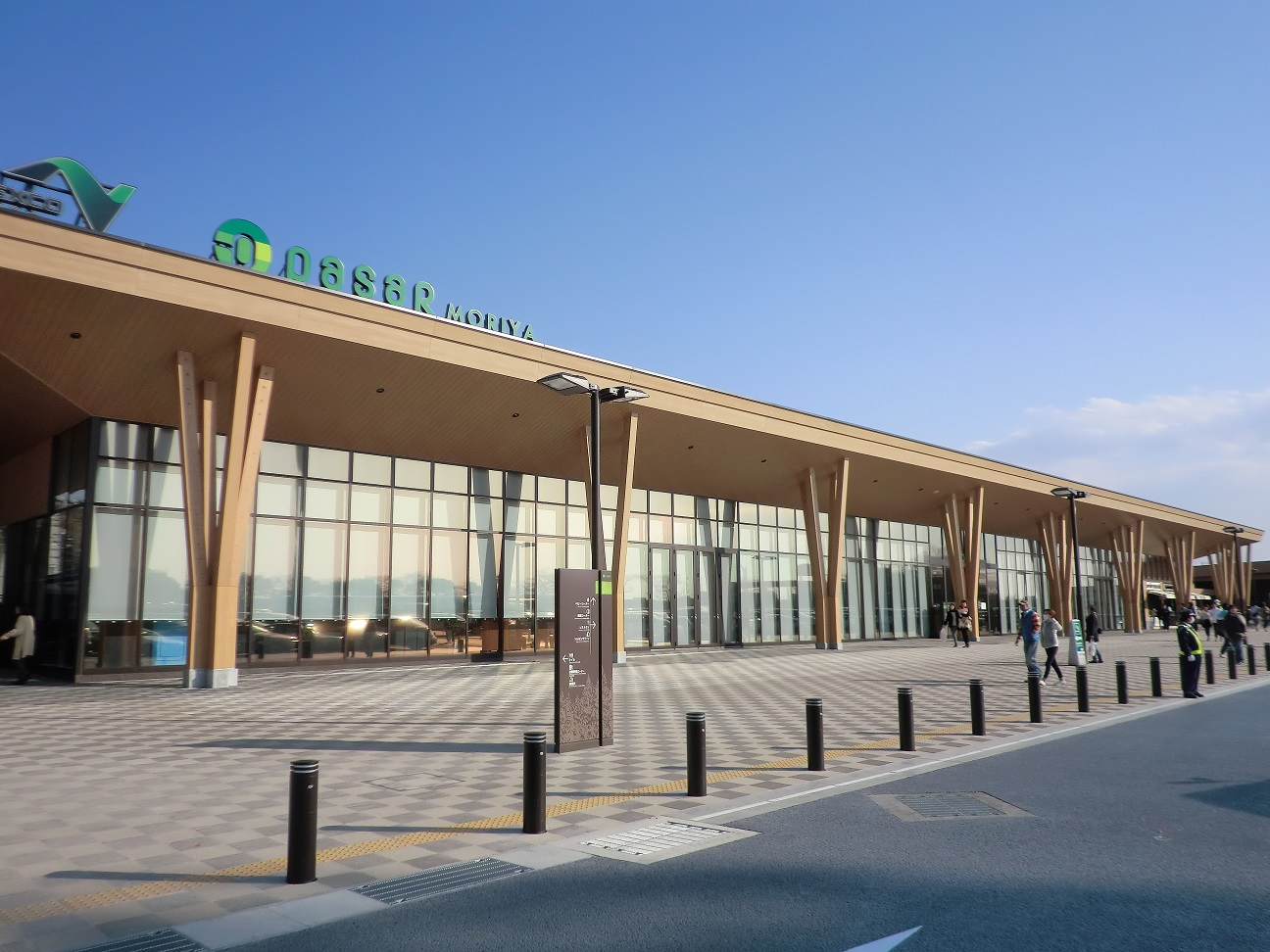
常磐自動車道 Pasar守谷（上り線）
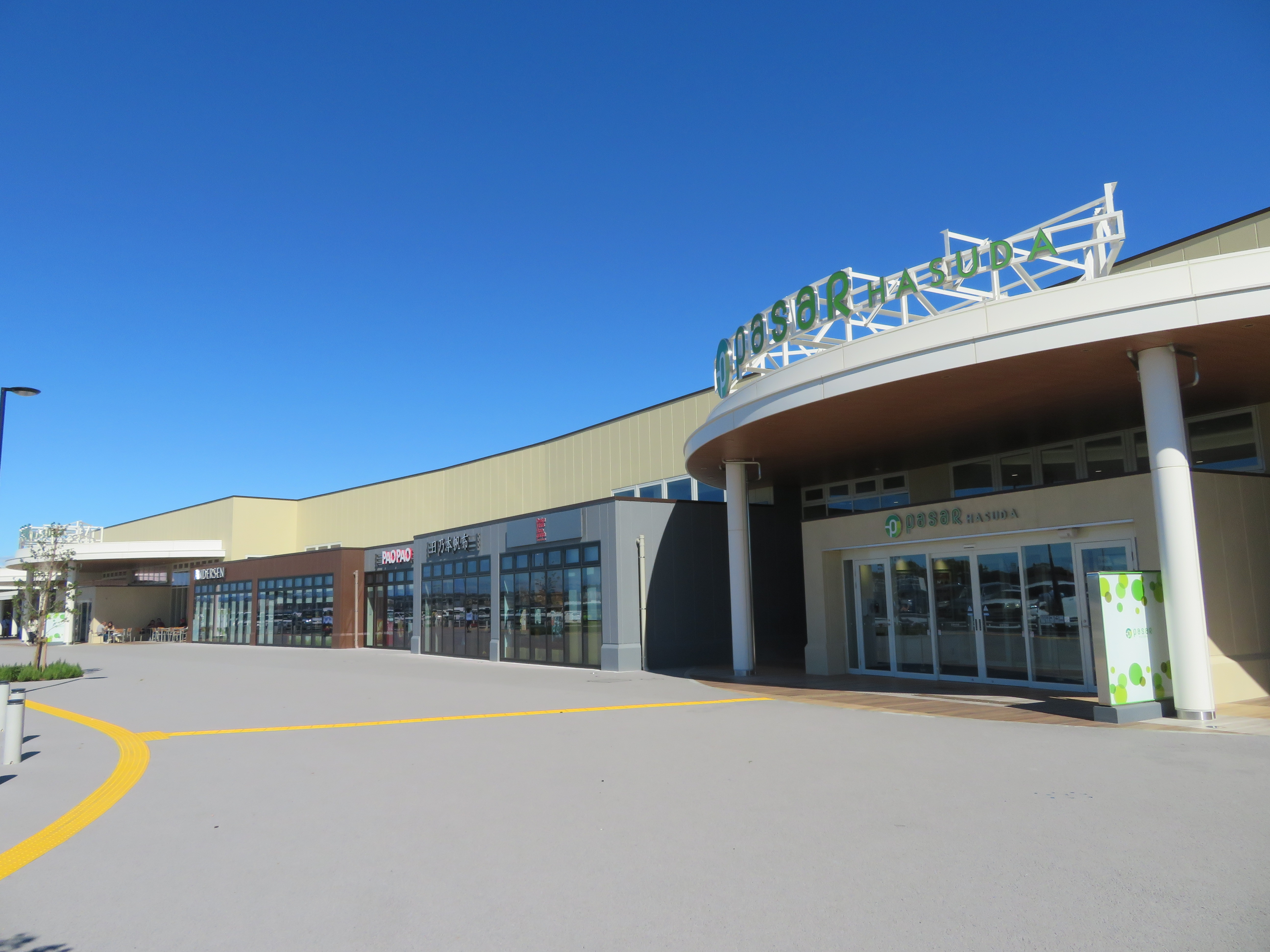
東北自動車道 Pasar蓮田（上り線）